# Mentor-on-the-Lake, Ohio
Mentor-on-the-Lake là một thành phố thuộc quận Lake, tiểu bang Ohio, Hoa Kỳ. Năm 2010, dân số của thành phố này là 7443 người.

## Dân số
- Dân số năm 2000: 8127 người.
- Dân số năm 2010: 7443 người.